# Dainese

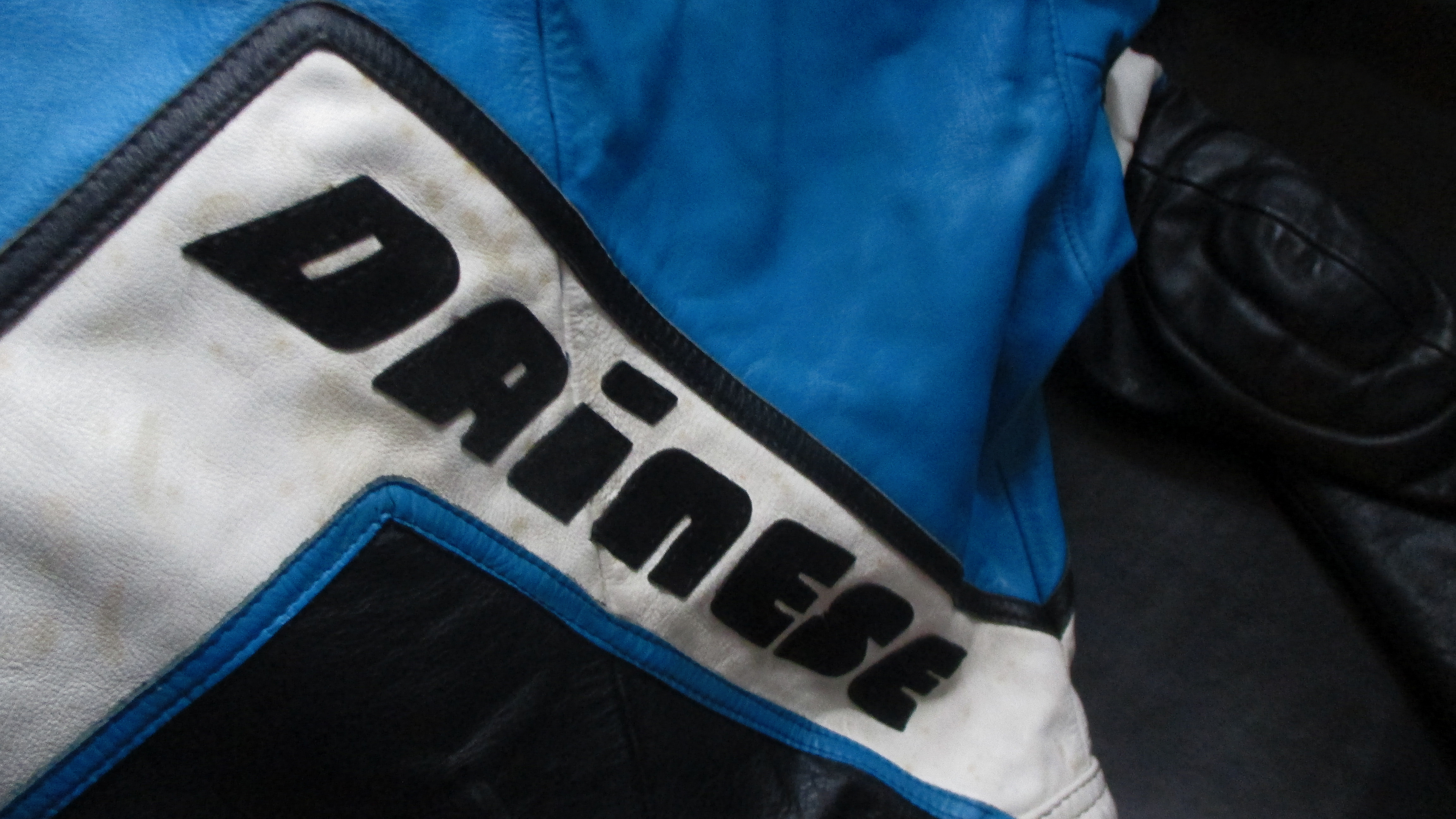
Dainese Frauen-Motorrad-Lederkombi (Detail)

Dainese ist ein italienischer Hersteller von Motorrad-, Ski-, Reitsport- und Mountainbike-Bekleidung.
Der Hauptsitz liegt in Colceresa (Ortsteil Molvena), wo sich auch die Leitung, das Forschungs- und Entwicklungszentrum sowie die Herstellungsstätten befinden. Im Werk von Vicenza sind die Einkaufs- und Verkaufsabteilung sowie das Lager für Fertigprodukte und der Versand untergebracht.
Ursprünglich stellte die Firma Dainese ausschließlich Motorradschutzbekleidung her. Später sind Ski-, Wassersport-, Reitsport- und Mountainbike-Bekleidung als zusätzliche Sparten hinzugekommen, wobei die Motorradbekleidung den wichtigsten Bereich darstellt.
Bekannt sind durch den Schriftzug mit dem Markennamen und das auffällige Markenlogo mit stilisiertem Teufelskopf vor allem die Lederkombis für Motorradfahrer. Als Aushängeschild der Firma gilt der mehrfache GP-Weltmeister Valentino Rossi, der seit Jahren mit Produkten von Dainese fährt.

## Geschichte
Bereits 1971 entwarf der derzeitige Präsident Lino Dainese den stilisierten Teufelskopf als Markenzeichen. Im Jahre 1972 wurde das Unternehmen in Molvena (Vicenza) gegründet und Dainese begann seine Tätigkeit mit der Herstellung von Motocross-Lederhosen. Um den Komfort der Lederbekleidung zu verbessern, werden elastische Einsätze mit der Kleidung kombiniert. Bereits 1974 konnte Dainese als offizieller Sponsor den deutschen Motorradrennfahrer Dieter Braun in der MotoGP unterstützen.
1980 begann Dainese zusätzlich mit der Herstellung und Produktion von Motorradhandschuhen, 1983 kamen von Marc Sadler entworfene und zusammen mit dem britischen Motorradrennfahrer Barry Sheene entwickelte Rückenprotektoren hinzu.
1993 wurde das Dainese Technology Center (D-Tec) mit dem Ziel, die Entwicklung von Schutzbekleidung zu forcieren, gegründet. 1994 konnte Dainese seinen ersten Motorradhelm präsentieren. Weiterhin wurde seit 1994 das Know-how als Hersteller von Motorradschutzbekleidung genutzt, um Schutzkleidung für den alpinen Wintersport wie Ski und Snowboard sowie Mountainbike-Bekleidung herzustellen.
Im Juli 2007 wurde der Motorradhelmhersteller AGV übernommen.
Seit Dezember 2014 wird die Verwendung des den Schultergürtel, nicht jedoch den Kopf abdeckenden Airbags D-Air für Skiweltcup-Abfahrts-Rennen und -Training diskutiert. Er wiegt 800 g, trägt 27 mm auf unter dem Rennanzug und bläst sich in 1/10 Sekunden auf, wenn 3 von 5 Sensoren „wahrscheinlich Sturz“ signalisieren. Der Airbag soll so gestaltet werden, dass er sich aerodynamisch neutral verhält.
Im Jahr 2014 übernahm die Investcorp 80 % des Unternehmens für 130 Millionen Euro.
2015 wurde die Unternehmensleitung Cristiano Silei übertragen. Lino Dainese behielt mit 20 % die Minderheitsanteile.
Im Sommer führten Peugeot Motocycles und Dainese das D-air-System „für alle Modellvariaten des Peugeot Metropolis“ ein.
Im Oktober 2020 kaufte Dainese den Motorradstiefelhersteller TCX aus Montebelluna.
2022 wurde Dainese vom Finanzinvestor Carlyle Group für ca. 635 Millionen Euro übernommen. Seitens der Investoren ist ein verstärktes Auftreten in den Märkten USA und China beabsichtigt.